# Eucrostes iocentra
Eucrostes iocentra är en fjärilsart som beskrevs av Edward Meyrick 1888. Eucrostes iocentra ingår i släktet Eucrostes och familjen mätare. Inga underarter finns listade i Catalogue of Life.